# Снарський
Сна́рський (рос. Снарский) — селище у складі Вяземського району Хабаровського краю, Росія. Входить до складу Глібовського сільського поселення.

## Населення
Населення — 15 осіб (2010; 42 у 2002).
Національний склад (станом на 2002 рік):
- росіяни — 93 %